# Les Bayards

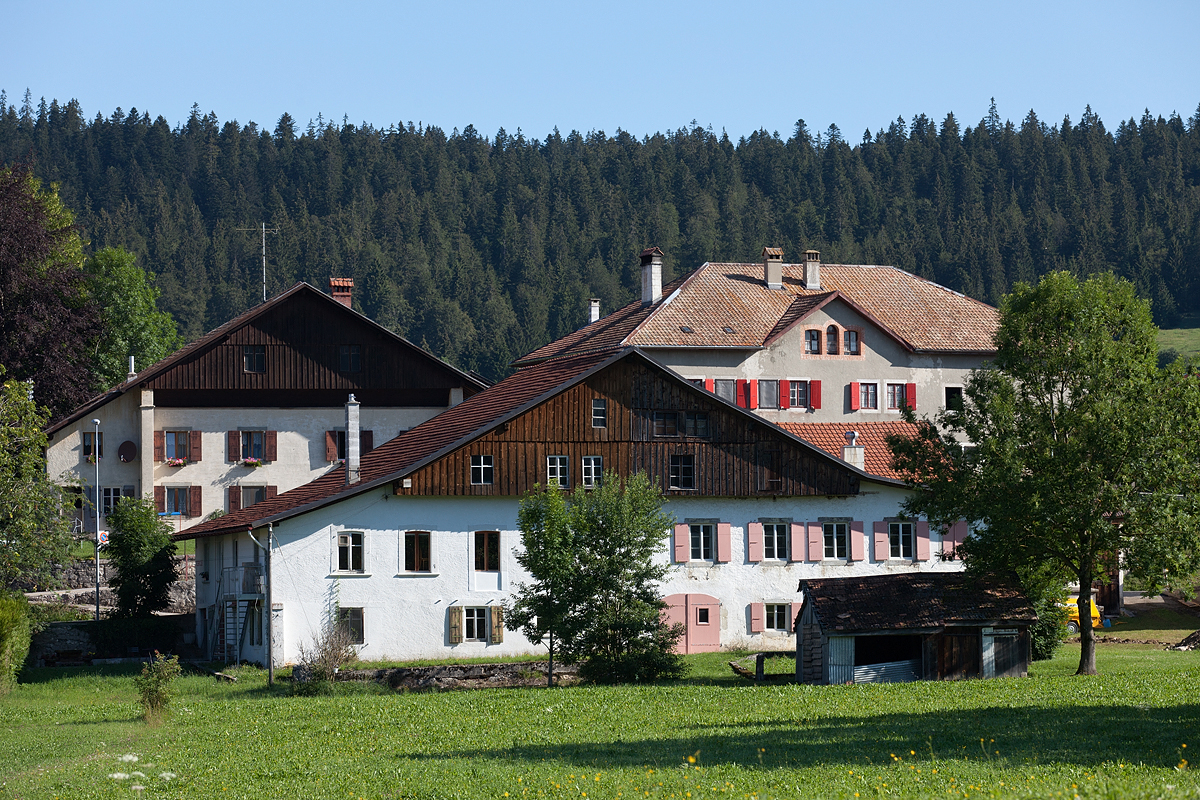
Quartier du Milieu in Les Bayards (NE)

Les Bayards est une localité de la commune de Val-de-Travers et une ancienne commune suisse du canton de Neuchâtel. Elle est traversée par la Route de l'absinthe, itinéraire culturel et touristique reliant Pontarlier, dans le département français du Doubs, à Noiraigue dans le Val-de-Travers.

## Géographie

Vue aérienne (1950)

La commune des Bayards comprenait le village des Bayards lui-même, ainsi que les hameaux du Haut de la Tour, des Jordan, des Places et des Prises.

## Démographie
La population des Bayards a augmenté fortement pendant la plus grande partie du dix-neuvième siècle, puis a décliné fortement. Les Bayards comptaient ainsi 584 habitants en 1767, 827 habitants en 1850, 1020 habitants en 1880, 846 habitants en 1900, 522 habitants en 1950, 354 habitants en 2000.

## Histoire
Sous l'Ancien Régime, les Bayards dépendent de la mairie des Verrières pour la justice civile et de la châtellenie du Val-de-Travers pour la justice pénale. Les Bayards eux-mêmes étaient divisés en deux communes : le Grand Bayard et le Petit Bayard. 
En 1860, une municipalité des Bayards est créée. Les deux communes bourgeoises du Grand Bayard et du Petit Bayard restent rattachées à la communauté générale des Verrières jusqu'en 1878. Après une période d'autonomie de dix ans, elles fusionnent, en 1888, avec la municipalité des Bayards, au moment où les autorités cantonales décident de mettre fin à la séparation entre communes bourgeois et municipalités.
La commune des Bayards a fusionné le 1er janvier 2009 avec Boveresse, Buttes, Couvet, Fleurier, Môtiers, Noiraigue, Saint-Sulpice et Travers pour former la commune de Val-de-Travers. Les habitants des Bayards ont approuvé cette fusion par 71,7 % des voix lors d'un référendum qui s'est tenu le 24 février 2008.

### Anecdote
En 1273, dans la Combe à la Vuivra (Hydra, serpent), Sulipicius Raimond de Saint-Sulpice, aurait tué un monstre redoutable.

## Politique
Avant la fusion intervenue en 2009, la commune des Bayards était dotée d'un conseil communal (exécutif) et d'un conseil général (législatif). Les quinze conseillers généraux étaient élus au suffrage universel pour une période de quatre ans. Ce sont eux qui élisaient ensuite les membres du conseil communal.

## Religion
Avant la Réforme, les Bayards dépendent du diocèse de Besançon. Les Bayards sont ensuite rattachés à la paroisse des Verrières, puis forment une paroisse indépendante de 1712 à 1969. Elle dépend depuis lors à nouveau de la paroisse des Verrières. Les Bayards ont également formé une paroisse de l'Église indépendante de 1873 à 1943 pendant la période où l'Église réformée du canton de Neuchâtel s'est scindée en Église indépendante et Église nationale.

## Transports
Le village des Bayards est relié à la ligne du chemin de fer Franco-Suisse en 1903.

## Lieux et monuments
- Temple 1677 et clocher 1835
- Parcours Vita